# Campeonato Africano de Futebol Feminino de 2008
O Campeonato Africano de Futebol Feminino 2008 foi a oitava edição da prova organizada pela Confederação Africana de Futebol, entre 15 e 29 de Novembro na Guiné Equatorial. O país da África Central organizou o torneio pela primeira vez.

## Qualificação
Um total de 22 equipas nacionais participaram nas fases de qualificação. A qualificação foi em duas fases, com cada jogo a ser disputado a duas mãos.
Na primeira fases as mais baixo 16-nações classificadas defrontaram-se duas a duas. Os oito vencedores juntaram-se a outras seis equipas nacionais na 2 ª ronda, onde os sete vencedoras, juntamente com as anfitriãs se qualificaram para as fases finais.

### Primeira fase
Os jogos realizaram-se entre 30 de Novembro e 16 de Dezembro de 2007.
| Equipe 1 | Total | Equipe 2        | 1.º jogo | 2.º jogo |
| -------- | ----- | --------------- | -------- | -------- |
| Marrocos | 1–3   | Argélia         | 0–1      | 1–2      |
| Zimbabwe | 6–3   | Zâmbia          | 3–1      | 3-2      |
| Eritreia | 2–4   | Tanzânia        | 2–3      | 0-1      |
| Botswana | 1–9   | Namíbia         | 0–3      | 1–6      |
| Senegal  | 1-3   | Costa do Marfim | 1-1      | 0-2      |

 Tunísia,  Congo e  Guiné apuraram-se por falta de comparência das adversárias.

### Segunda fase
Os jogos realizaram-se entre 24 de Fevereiro e 8 de Março de 2008.
| Equipe 1        | Total | Equipe 2      | 1.º jogo | 2.º jogo |
| --------------- | ----- | ------------- | -------- | -------- |
| Tunísia         | 2-1   | Argélia       | 0–0      | 2–1      |
| Congo           | 5–2   | RD Congo      | 4–1      | 1-1      |
| Zimbabwe        | 1-6   | África do Sul | 1-4      | 0-2      |
| Tanzânia        | 1–5   | Camarões      | 0–3      | 1-2      |
| Namíbia         | 1-13  | Nigéria       | 0-3      | 1-10     |
| Guiné           | 0-11  | Mali          | 0-8      | 0-3      |
| Costa do Marfim | 1-4   | Gana          | 1-1      | 0-3      |

### Participantes
As equipas apuradas:
- Guiné Equatorial
- Gana
- Camarões
- Congo(1ª participação)
- Mali
- Nigéria
- África do Sul
- Tunísia(1ª participação)

## Torneio Final

### Grupo A
| Selecção         | J | V | E | D | GM | GS | Pts |
| ---------------- | - | - | - | - | -- | -- | --- |
| Guiné Equatorial | 3 | 3 | 0 | 0 | 8  | 3  | 9   |
| Camarões         | 3 | 2 | 0 | 1 | 3  | 2  | 6   |
| Congo            | 3 | 1 | 0 | 2 | 3  | 6  | 3   |
| Mali             | 3 | 0 | 0 | 3 | 2  | 5  | 0   |

| 15 de Novembro | Guiné Equatorial  | 1 – 0 | Camarões | Estadio Internacional, Malabo |
| 15:00 UTC+1    | Añonma 16' (pen.) |       |          |                               |

| 15 de Novembro | Mali | 0 – 1 | Congo              | Estadio Internacional, Malabo |
| 17:30 UTC+1    |      |       | Passou N'Diaye 69' |                               |

| 18 de Novembro | Camarões                          | 2 – 1 | Mali               | Estadio Internacional, Malabo |
| 15:00 UTC+1    | Bekombo 38' · Ngo Ndoumbouk 90+3' |       | Doumbia 75' (pen.) |                               |

| 18 de Novembro | Guiné Equatorial                                                       | 5 – 2 | Congo                           | Estadio Internacional, Malabo |
| 17:30 UTC+1    | S. Simpore 1' · Chinasa Okoro 9' · N'Nandi 46' · Añonma 65' 90' (pen.) |       | Passou N'Diaye 5' · Mabonzo 14' |                               |

| 21 de Novembro | Guiné Equatorial               | 2 – 1 | Mali       | Estadio Internacional, Malabo |
| 15:00 UTC+1    | Chinasa Okoro 18' · Añonma 88' |       | Diarra 30' |                               |

| 21 de Novembro | Camarões       | 1 – 0 | Congo | Estadio La Libertad, Bata |
| 15:00 UTC+1    | Ngono Mani 45' |       |       |                           |

### Grupo B
| Selecção      | J | V | E | D | GM | GS | Pts |
| ------------- | - | - | - | - | -- | -- | --- |
| África do Sul | 3 | 2 | 0 | 1 | 3  | 2  | 6   |
| Nigéria       | 3 | 1 | 2 | 0 | 2  | 1  | 5   |
| Gana          | 3 | 1 | 1 | 1 | 4  | 4  | 4   |
| Tunísia       | 3 | 0 | 1 | 2 | 3  | 5  | 1   |

| 16 de Novembro | Nigéria      | 1 – 1 | Gana     | Estadio La Libertad, Bata |
| 13:00 UTC+1    | Chiejine 90' |       | Okoe 32' |                           |

| 16 de Novembro | África do Sul   | 2 – 1 | Tunísia | Estadio La Libertad, Bata |
| 15:30 UTC+1    | Matlou · Ngwane |       | Guedri  |                           |

| 19 de Novembro | Gana | 0 – 1 | África do Sul | Estadio La Libertad, Bata |
| 13:00 UTC+1    |      |       | Phewa 24'     |                           |

| 19 de Novembro | Tunísia | 0 – 0 | Nigéria | Estadio La Libertad, Bata |
| 15:30 UTC+1    |         |       |         |                           |

| 22 de Novembro | Nigéria      | 1 – 0 | África do Sul | Estadio La Libertad, Bata |
| 15:00 UTC+1    | Chiejine 16' |       |               |                           |

| 22 de Novembro | Gana                                 | 3 – 2 | Tunísia              | Estadio Internacional, Malabo |
| 15:00 UTC+1    | Ibrahim 45+1' · Abdul-Rahman 51' 82' |       | Mamay 4' · Abidi 48' |                               |

### Semi-Finais
| 25 de Novembro | Guiné Equatorial | 1 – 0 | Nigéria | Estadio Internacional, Malabo |
| 14:00 UTC+1    | Añonma 58'       |       |         |                               |

| 25 de Novembro | África do Sul      | 3 – 0 | Camarões | Estadio Internacional, Malabo |
| 17:00 UTC+1    | Matlou 28' 47' 80' |       |          |                               |

### Terceiro lugar
| 28 de Novembro | Nigéria | 1 – 1 | Camarões           | Estadio Internacional, Malabo |
| 15:00 UTC+1    | Eke 28' |       | Onguene Aboudi 64' |                               |

|                                  |       | Penalidades                                    |  |
| Eke Ekpo Chiejine George Nkwocha | 4 – 3 | Ngo Ndoumbouk Manie Bella Onguene Aboudi Mbida |  |

### Final
| 29 de Novembro | Guiné Equatorial       | 2 – 1 | África do Sul | Estadio Internacional, Malabo |
| 15:00 UTC+1    | Diala 22' · Añonma 68' |       | Matlou 35'    |                               |

## Premiação
| Campeonato Africano de Futebol Feminino de 2008 |
| ----------------------------------------------- |
| Guiné Equatorial Campeãs (primeiro título)      |